# Atentado del hotel Monbar
El atentado del hotel Monbar fue un atentado con armas de fuego perpetrado el 25 de septiembre de 1985 por los Grupos Antiterroristas de Liberación (GAL) en Bayona, Francia, tomando como objetivo a cuatro miembros de la organización terrorista ETA militar. Los cuatro hombres, de los cuales las fuerzas de seguridad españolas sospechaban que eran figuras importantes en la organización, fueron asesinados, y una quinta persona, aparentemente sin conexión con ETA, recibió heridas durante el tiroteo. Este fue el atentado más letal llevado a cabo por los GAL, y aunque dos de los participantes fueron detenidos poco después, la controversia rodeó la posible implicación de personalidades de alto rango dentro de la policía española.
Esta masacre, junto a otras acciones practicadas por los GAL, pasó a ser una cuestión de interés público durante la campaña electoral española de 1996, cuando un juzgado de la Audiencia Nacional declaró probado que el ministro del Interior José Barrionuevo había proporcionado fondos al grupo parapolicial de forma clandestina. Barrionuevo y su subsecretario y secretario de Estado para la Seguridad, Rafael Vera, fueron condenados a diez años de prisión por autorizar un secuestro y por la apropiación indebida de caudales públicos para financiar el terrorismo de Estado, en un escándalo considerado uno de los factores clave de la derrota del Partido Socialista Obrero Español (PSOE) en los comicios generales de 1996, a pesar de que tanto altos cargos del partido como el presidente Felipe González negaron conocimiento y participación en los hechos.

## Contexto
Desde mediados de 1968, el País Vasco francés –en euskera, Iparralde– había sido el refugio favorito para ETA, con la mayor parte de sus dirigentes residiendo allí y sus comandos utilizando el territorio como cuartel para la instrucción, infraestructura y planificación de atentados. También operaban desde allí, cruzando la frontera para conducir sus acciones antes de huir de regreso a Francia, lo que provocaba la queja de las autoridades españolas, que acusaban a sus contrapartes galas de no hacer lo suficiente para abordar esta actividad terrorista.
Para los grupos armados contrarios a ETA, no pasó desapercibido que ésta hiciera de Bayona, una ciudad entre las más pobladas de Iparralde, una de sus principales bases en Francia. Su reacción se hizo notar desde 1975: en abril de aquel año, la librería vasca Mugalde sufrió un atentado con bomba, aunque nadie resultó herido; y el 25 de junio de 1979 Enrique Gómez Álvarez, presunto militante de ETA, fue asesinado por el Batallón Vasco Español (BVE), una organización paramilitar de extrema derecha activa desde 1975.
El BVE se diluyó después de 1981, pero a partir de 1983 los GAL empezaron a cometer atentados y secuestros con procedimientos similares. Su primer golpe en Bayona sucedió el 17 de octubre de 1983, cuando desaparecieron los presuntos miembros de ETA José Antonio Lasa y José Ignacio Zabala, cuyos cadáveres mutilados serían hallados en Alicante dos años después. Al día siguiente tuvo lugar otro intento de secuestro, fallido esta vez; y en diciembre Ramón Oñaederra, supuesto militante de ETA, y Mikel Goikoetxea, presunto integrante de la cúpula de la organización vasca, fueron asesinados por los GAL en incidentes separados. En 1985 y hasta la fecha del atentado del Monbar, dos personas más murieron y otras seis resultaron heridas en otros tres envites terroristas en la ciudad.

## Objetivos
Los blancos del atentado eran cuatro miembros de ETA, que según las autoridades españolas tenían un largo historial dentro de la organización:
- Ignacio Asteazunzarra «Beltza» había sido arrestado en 1973 en Loyola, pero fue liberado por otros militantes de ETA a punta de pistola. Se creía que formaba parte de un comando que había sido particularmente activo en 1979 en la provincia de Álava.[15]
- José María Etxaniz «Potros» se incorporó a la militancia en 1973, y fue apresado dos años después por la policía española junto a otras 21 personas, en relación con el descubrimiento de un alijo de armas y explosivos de grandes proporciones. La policía francesa lo detuvo nuevamente en 1984.[15] Según fuentes de la lucha antiterrorista en España, era el líder de ETA militar en el área de Vitoria.[16]
- Agustín Irazustabarrena «Legra» pertenecía al comando Sega de ETA militar, según la policía española. Huyó a Francia en 1982, y en 1984 había sido arrestado por las fuerzas de seguridad francesas acusado de posesión de armas ilegales, acusación por la cual estaba a la espera de juicio en el momento de su asesinato.[15] Se creía que estaba a cargo de las operaciones transfronterizas de ETA.[16]
- José Sabino Etxaide había pertenecido a una célula de recolección de información para ETA, y había huido a Francia en 1982.[15]

## El atentado
El atentado ocurrió a las 21:15 de la noche de un miércoles, mientras era retransmitido un partido de fútbol entre las selecciones de España e Islandia. Los cuatro asaltantes salieron de su automóvil con escopetas y ametralladoras y abrieron fuego contra el bar. Los proyectiles destrozaron los cráneos de tres de sus víctimas y alcanzaron al cuarto en el corazón. Tres de los objetivos murieron en el acto, mientras que el cuarto falleció poco después en el hospital. Una quinta persona recibió daños tras recibir un impacto de bala en el pie, pero sobrevivió.
Tres de los cuatro atacantes huyeron a pie a través de las calles de Bayona. Perseguidos por un grupo de refugiados vascos que había presenciado el ataque, dos de ellos fueron capturados y entregados a la policía, tras haber arrojado sus armas al río cerca del hotel Monbar. Los aprehendidos eran Pierre Frugoli y Lucien Mattei, ambos considerados vinculados a los bajos fondos de Marsella por la policía francesa, cuyos agentes más tarde recuperaron del río dos pistolas de calibre 9 mm. Sus dos cómplices en el tiroteo lograron escapar en un vehículo que se encontró luego abandonado en San Sebastián.
Los GAL revindicaron su autoría en una llamada telefónica el día después de la matanza, mientras que ETA militar emitió una declaración confirmando que los cuatro abatidos pertenecían a su organización.

## Reacciones
El lendakari José Antonio Ardanza condenó el atentado: «Acciones como esta no nos van a ayudar en absoluto a consolidar la democracia y a superar los problemas de violencia que tenemos planteados en este país. Este atentado va a provocar una respuesta y la conocida espiral de violencia». El Partido Nacionalista Vasco expresó su sospecha de que estos ataques eran parte de una «guerra sucia» llevada a cabo por el Estado español. Herri Batasuna, considerado el brazo político de ETA, acusó también a los servicios secretos españoles de complicidad en tales atentados, y entregó una carta de protesta en el consulado francés de Bilbao, criticando al Gobierno galo por la percibida inacción contra los asesinos. El PSOE, en aquel momento el partido gobernante en España, se sumó a la condena señalando que ese tipo de «hechos criminales intentan minar la convivencia en el País Vasco e impedir la libertad de los ciudadanos». El secretario general de la formación socialista en el País Vasco, Juan Manuel Eguiagaray, declaró que no creía que la solución a la violencia de ETA fueran «ajustes de cuentas entre bandas terroristas».
Euskadiko Ezkerra, el Partido Comunista de España y Alianza Popular emitieron asimismo declaraciones de condena del atentado. Herri Batasuna organizó numerosas protestas, que en ocasiones derivaron en violencia callejera y, en consecuencia, detenciones. También hicieron llamamiento a una huelga general en el País Vasco, si bien su observancia se limitó a San Sebastián y las localidades natales de los fallecidos.
La banda vasca de ska y punk, Kortatu, dedicó una canción al suceso titulada Hotel Monbar, en el disco El Estado de las Cosas.

## Juicios
El procedimiento judicial contra Pierre Frugoli y Lucien Mattei se inició el 30 de noviembre en Pau, Francia. Mattei, que había sido excarcelado previamente después de cumplir un año de una condena de 20 por asalto armado, se retractó de su confesión anterior, mientras que Frugoli, sin embargo, reconoció que su intención había sido matar miembros de ETA. Afirmó haber sido reclutado por agentes de los servicios secretos de España, llamados Francis y Miguel, en el bar La Samaritaine del puerto de Marsella. Con Mattei, realizó varios viajes a San Sebastián para recibir instrucciones del atentado, la última vez en el hotel Orly de la ciudad, tres días antes de los hechos. Añadió que Francis le había ofrecido 100 000 francos por realizar el tiroteo y 50 000 por cada muerto. Francis se reunió entonces con ellos en Bayona, donde les proporcionó las armas a utilizar y las identidades de los objetivos deseados.
Tanto Frugoli como Mattei identificaron a Francis como José Amedo, un subcomisario del Cuerpo Nacional de Policía en Bilbao. Los registros del hotel mostraron que Amedo se había alojado en el hotel Orly al mismo tiempo que Frugoli y Mattei, de modo que los jueces franceses emitieron una orden de arresto internacional contra Amedo, cuyo portavoz negó los cargos.
El 2 de diciembre de 1987, ambos procesados fueron condenados a cadena perpetua, con la recomendación de que Mattei cumpliera una condena de no menos de 18 años en prisión, mientras que la sentencia de Frugoli se redujo posteriormente a 20 años. Sus cómplices no fueron nunca identificados.
Los abogados de la acusación sospechaban que el Miguel que había reclutado a los mercenarios era Michel Domínguez, un agente de policía español de ascendencia francesa que trabajaba con Amedo. En abril de 1990, un camarero del hotel Londres y un empleado de seguridad del casino Kursaal de San Sebastián declararon haber visto a Amedo y Domínguez en varias ocasiones en compañía de Mattei y otros mercenarios de los GAL.
En marzo de 1991, el caso contra Amedo y Domínguez en relación con el atentado del Monbar fue archivado debido a la falta de pruebas, aunque en septiembre del mismo año ambos fueron sentenciados a 108 años de cárcel por organizar otras acciones de los GAL. En noviembre de 1994, el juez del Audiencia Nacional Baltasar Garzón reabrió el caso Monbar, imputando a tres personas más: Julián Sancristóbal, que había sido director general de Seguridad del Estado; Juan Alberto Perote, exjefe de la Agrupación Operativa de Medios Especiales del CESID; y Francisco Álvarez, exjefe del Mando Único para la Lucha Contraterrorista. Todos negaron los cargos, y el caso se cerró otra vez en octubre de 2001. Garzón manifestó que, si bien existían sospechas fundadas acerca de la participación de algunos de los encausados, no había pruebas suficientes para procesarlos.

## Consecuencias
El autor Paddy Woodworth argumentó que «la campaña de los GAL causó que muchos vascofranceses vieran a los refugiados [vascoespañoles] como causantes de un rápido declive en la economía local, especialmente en el negocio del turismo, a medida que se difundía la noticia de que los bares y bulevares de los centros turísticos costeros de la región eran ahora objetivo de un grupo terrorista». En consecuencia, la administración francesa empezó a cambiar su postura hacia los refugiados, aumentando la cooperación transfronteriza con sus homólogos españoles. Esto ocasionó la deportación de los militantes de ETA a otros países y el establecimiento de mayores restricciones a los que quedaron.
A medida que el caso Monbar y otros semejantes salieron a la luz, el asunto de los GAL se volvió cada vez más controvertido en la década de 1990, levantando dudas sobre si los miembros del Gobierno español y de las fuerzas de seguridad del Estado habían tenido conocimiento acerca de las operaciones del grupo en lugares como Bayona y, de ser así, en qué medida habían apoyado y financiado los atentados. El escándalo alcanzó sus mayores cuotas cuando durante la campaña electoral de 1996 el ministro del Interior, José Barrionuevo, y su secretario de Estado para la Seguridad, Rafael Vera, se vieron salpicados por las investigaciones. En 1998, ambos fueron condenados a 10 años por aprobar un secuestro y por la malversación de fondos para financiar los GAL. Junto con varios escándalos de corrupción y el impacto de la crisis económica de 1993, el terrorismo de Estado es explicado como un factor clave en la derrota del PSOE.